# Robert Guillotte
Pour les articles homonymes, voir Guillotte.
Robert Guillotte est un seigneur de Franquetot, anobli en 1543.

## Biographie
Robert Guillotte est le fils de Jean Guillotte et de Marie de Saint-Germain, anoblie en 1543 avec son frère Thomas Guillotte.
Il eut de son mariage avec Marie d'Auxais, Louis Guillotte qui prit le nom de Franquetot en 1603, bien que celui-ci ne possédait pas le fief de Franquetot, qui appartenait à la branche de Thomas Guillotte.
La famille donna plusieurs ducs et maréchaux de France : François Henri de Franquetot de Coigny et François de Franquetot de Coigny.